# Engoulevent d'Europe
Vous lisez un « article de qualité » labellisé en 2015.
Caprimulgus europaeus
Espèce
Statut de conservation UICN

 LC  : Préoccupation mineure
L'Engoulevent d'Europe (Caprimulgus europaeus) est une espèce d'oiseaux de la famille des Caprimulgidae. Comme tous les engoulevents, c'est un oiseau crépusculaire et nocturne. Il possède un plumage cryptique très complexe, mêlant le gris, le beige et le brun, qui lui confère un camouflage efficace le jour, lorsqu'il reste posé au sol ou perché, immobile, le long d'une branche. En vol, le mâle arbore cependant des taches blanches bien visibles sur les coins de la queue et au bout des ailes. Le cou est court, portant une grosse tête munie d'un petit bec. Les ailes et la queue sont longues et étroites ; les pattes sont courtes. L'Engoulevent d'Europe se nourrit d'une grande variété d'insectes volants, qu'il attrape en vol, souvent en chassant depuis un perchoir. Il chasse à vue, utilisant ses yeux relativement grands et munis d'une couche réfléchissante qui améliore sa vision de nuit. Il ne semble pas utiliser son ouïe pour chasser, et ne fait pas d'écholocalisation. Il boit et se baigne au vol.
L'Engoulevent d'Europe mâle occupe un territoire au printemps, et rappelle sa présence par son chant nocturne caractéristique. Celui-ci ressemble à un ronronnement roulé et modulé, continu sur plusieurs minutes, audible à plusieurs centaines de mètres et répété pendant des heures. Le mâle patrouille sur son territoire avec les ailes remontées en « V », la queue étalée, chassant les intrus en claquant des ailes et en criant. Le claquement des ailes sert aussi à la parade, quand le mâle poursuit la femelle dans un vol en spirale. L'Engoulevent d'Europe ne construit pas de nid, mais pond ses œufs directement sur le sol. Ceux-ci éclosent après 16 à 21 jours d'incubation, et les poussins acquièrent leur plumage après 16 à 17 jours supplémentaires.
L'Engoulevent d'Europe se reproduit dans la majeure partie de l'Europe et en Asie, et hiverne en Afrique subsaharienne. Il privilégie généralement les zones ouvertes et sèches, avec quelques arbres et de petits buissons, comme les landes, les clairières, les coupes ou les jeunes pinèdes. Depuis la description originale de l'espèce en 1758, six sous-espèces ont été distinguées. Elles varient de façon clinale avec la géographie, les oiseaux étant de plus en plus petits et pâles en allant vers l'est. Bien que l'espèce soit exposée à la prédation et au parasitisme, elle est surtout menacée par la perte de son habitat, le dérangement et la diminution du nombre d'insectes causée par l'usage de pesticides. En dépit de la décroissance des populations, les effectifs encore larges et l'immense aire de reproduction font que l'espèce est considérée comme de « préoccupation mineure » par l'Union internationale pour la conservation de la nature. Le nom de genre de l'Engoulevent d'Europe, Caprimulgus, fait référence à un vieux mythe selon lequel l'engoulevent tèterait les chèvres, les empêchant alors de donner du lait.

## Description

### Plumage et mensurations

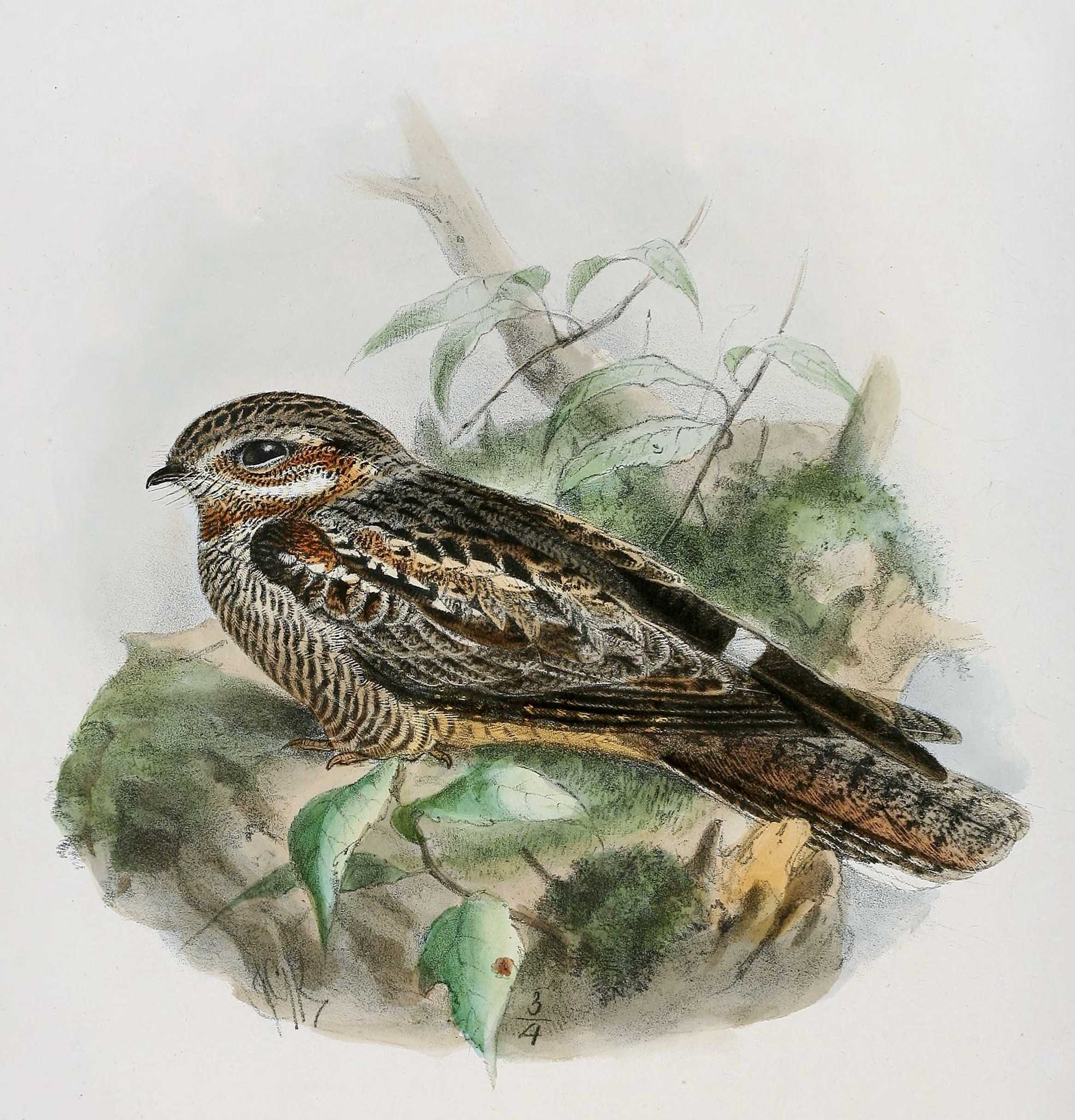
Planche de John Gerrard Keulemans représentant un mâle, reconnaissable aux marques blanches de ses rémiges primaires et de ses rectrices externes.

L'Engoulevent d'Europe mesure 24,5 à 28 cm de longueur pour une envergure de 52 à 59 cm. Le mâle pèse de 51 à 101 g et la femelle de 67 à 95 g,. Le plumage a des couleurs cryptiques, mêlant le gris, le beige et le brun, qui permettent à l'oiseau de se fondre dans son environnement, qu'il soit sur un tapis de feuilles mortes ou posé le long d'une branche. Chez la sous-espèce type, l'adulte a les parties supérieures brun-grisâtre avec des marques sombres, un demi-collier chamois pâle sur la nuque et une moustache blanche. L'aile pliée apparaît grise, tachée de chamois, et les parties inférieures sont brun-grisâtre, avec des rayures marron et des taches beiges. Le bec est noirâtre, l'iris est brun foncé et les pattes, courtes, sont marron.
Les longues ailes pointues et le doux plumage de l'Engoulevent d'Europe rendent son vol léger et silencieux. Le sexe des individus peut être déterminé quand les oiseaux sont en vol, le mâle ayant une tache blanche au bout des ailes, parcourant trois rémiges primaires, et les coins de la queue blancs également de chaque côté, sur les deux rectrices externes. Les femelles n'ont aucune trace de blanc en vol. Les poussins ont un duvet brun et beige, et les jeunes qui viennent de s'emplumer sont similaires aux femelles. Les adultes commencent à muer après la reproduction, à partir de juin. La mue cesse ensuite pendant la migration d'automne, puis reprend sur les zones d'hivernage, où elle concerne alors les rectrices et les rémiges. La mue finit entre janvier et mars. Les oiseaux immatures muent comme les adultes, à l'exception des individus de couvées tardives qui muent intégralement lors de l'hivernage, en Afrique.

### Espèces similaires
D'autres espèces d'engoulevents se trouvent dans les zones de reproduction et d'hivernage de l'Engoulevent d'Europe. L'Engoulevent à collier roux (Caprimulgus ruficollis) niche dans la péninsule Ibérique et le nord-ouest de l'Afrique ; il est plus grand, plus gris et a de plus longues ailes que l'Engoulevent d'Europe, avec un large collier ocre-roux et des marques blanches plus distinctes sur les ailes et la queue du mâle. Le bord d'attaque de l'aile de l'Engoulevent à collier roux est grisâtre, plus pâle que chez l'Engoulevent d'Europe chez lequel le bord d'attaque est brun sombre. Les zones d'hivernage de l'Engoulevent d'Europe peuvent chevaucher celles de l'Engoulevent sombre (C. fraenatus) et de l'Engoulevent à joues rousses (C. rufigena). Ces deux derniers ont la nuque chamois plus visible, et leurs couvertures alaires sont plus tachées. L'Engoulevent sombre est aussi bien plus sombre que son cousin européen. Étant donné leurs mœurs nocturnes, leur plumage cryptique et la difficulté à les observer précisément, l'observation des engoulevents reste « davantage une question de chance que de connaissance ».

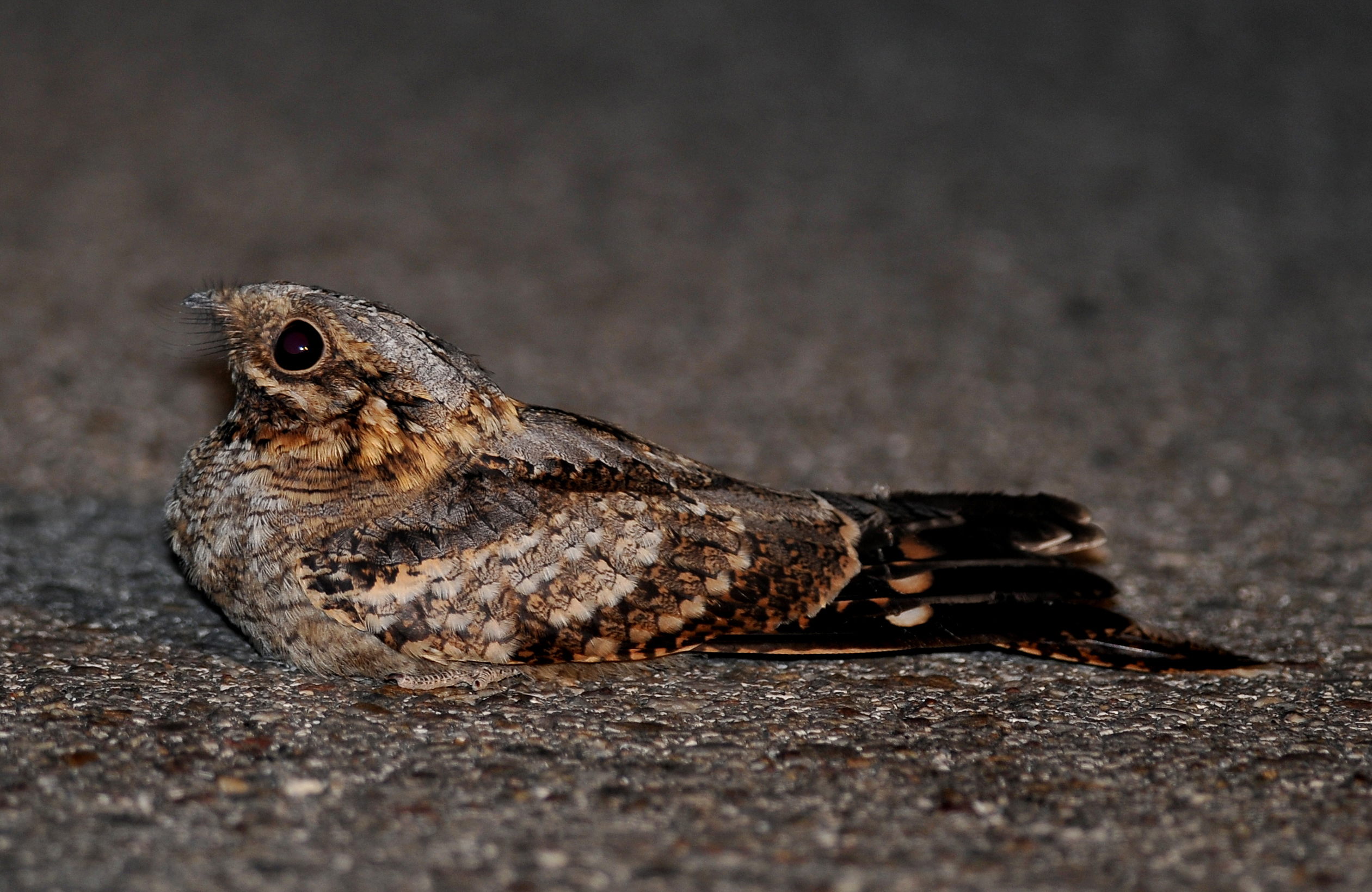
Engoulevent à collier roux (Caprimulgus ruficollis)
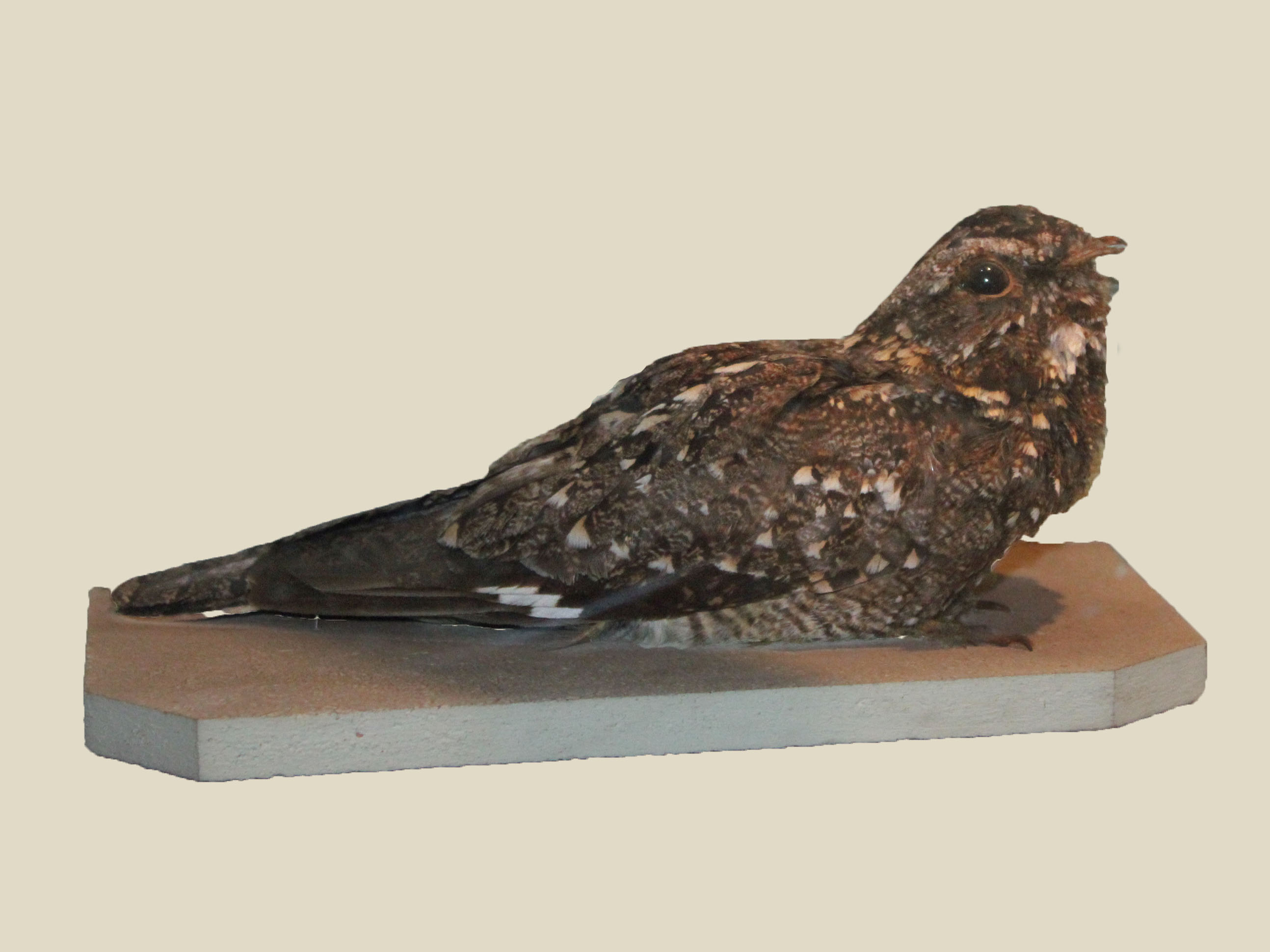
Engoulevent sombre (C. fraenatus)
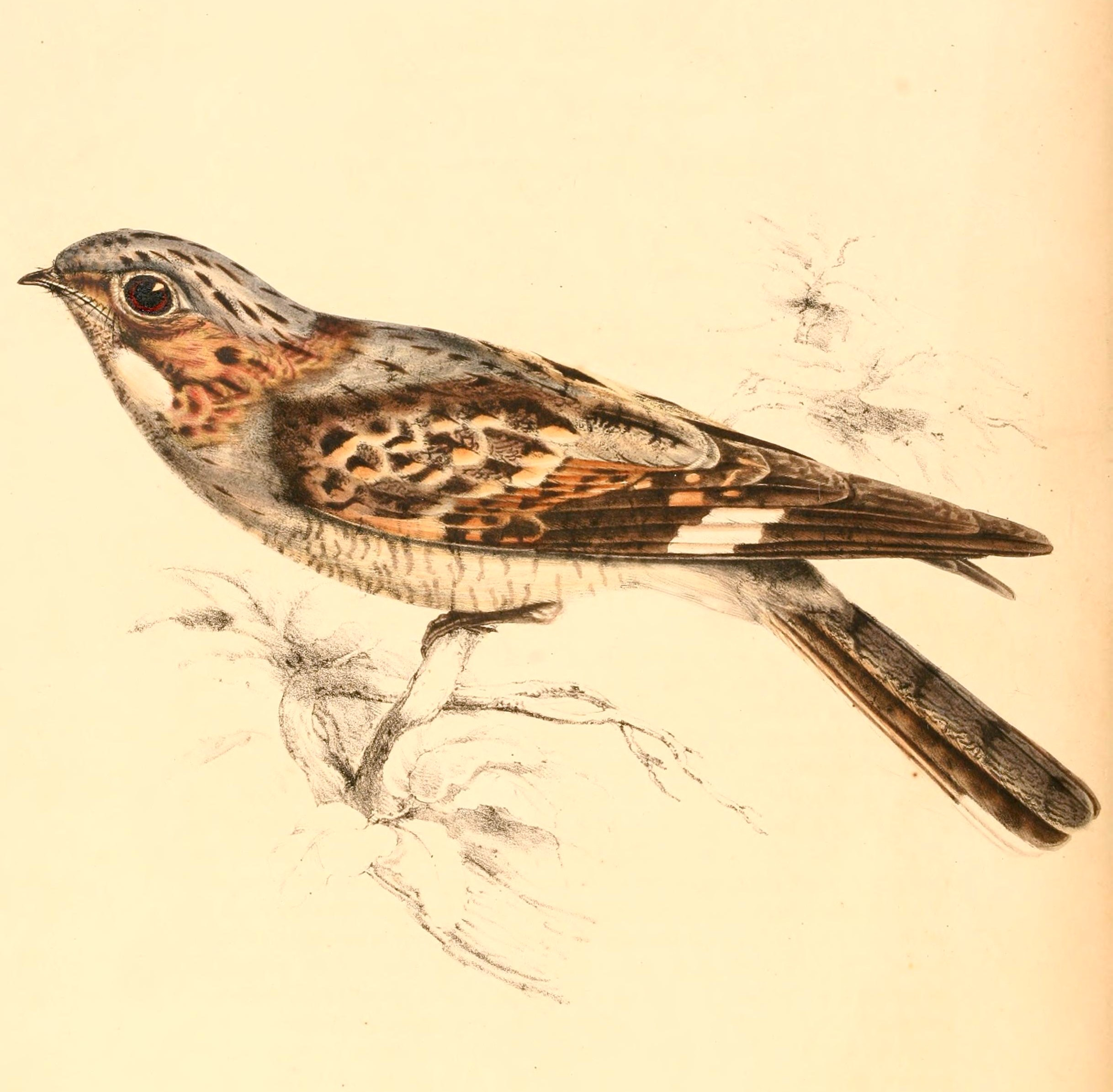
Engoulevent à joues rousses (C. rufigena)

## Écologie et comportement

### Voix
Le chant du mâle est un trille soutenu, stridulant, émis de façon continue pendant de longues minutes et répété pendant des heures, avec quelques modulations dans la vitesse ou le ton. Cette sorte de ronronnement peut être transcrite en errrrrrrurrrrrrrurrrrrerrrrrrr… continu, sonore, rapide, dur. Ce chant ressemble fortement aux stridulations de la Courtilière (Gryllotalpa gryllotalpa), mais le chant de l'insecte ne comporte aucune modulation. Le mâle chante depuis un perchoir, et peut avoir plusieurs postes de chants sur son territoire. Le chant est généralement entendu au crépuscule et à l'aube, plus que pendant la nuit, et il est réduit par mauvais temps. Il peut être terminé par un trille pétillant et un claquement d'ailes, indiquant possiblement l'approche d'une femelle. Les oiseaux en migration ou en hivernage chantent parfois. Les individus mâles peuvent être distingués entre eux par l'analyse du taux et de la longueur des pulsations de leurs chants. Même un mâle chanteur peut être difficile à localiser ; l'oiseau perché est difficile à repérer par faible luminosité, et l'oiseau semble être ventriloque, pouvant bouger la tête tout en continuant à chanter. Le chant s'entend facilement à 200 mètres, et peut être perçu jusqu'à 600 mètres dans de bonnes conditions.

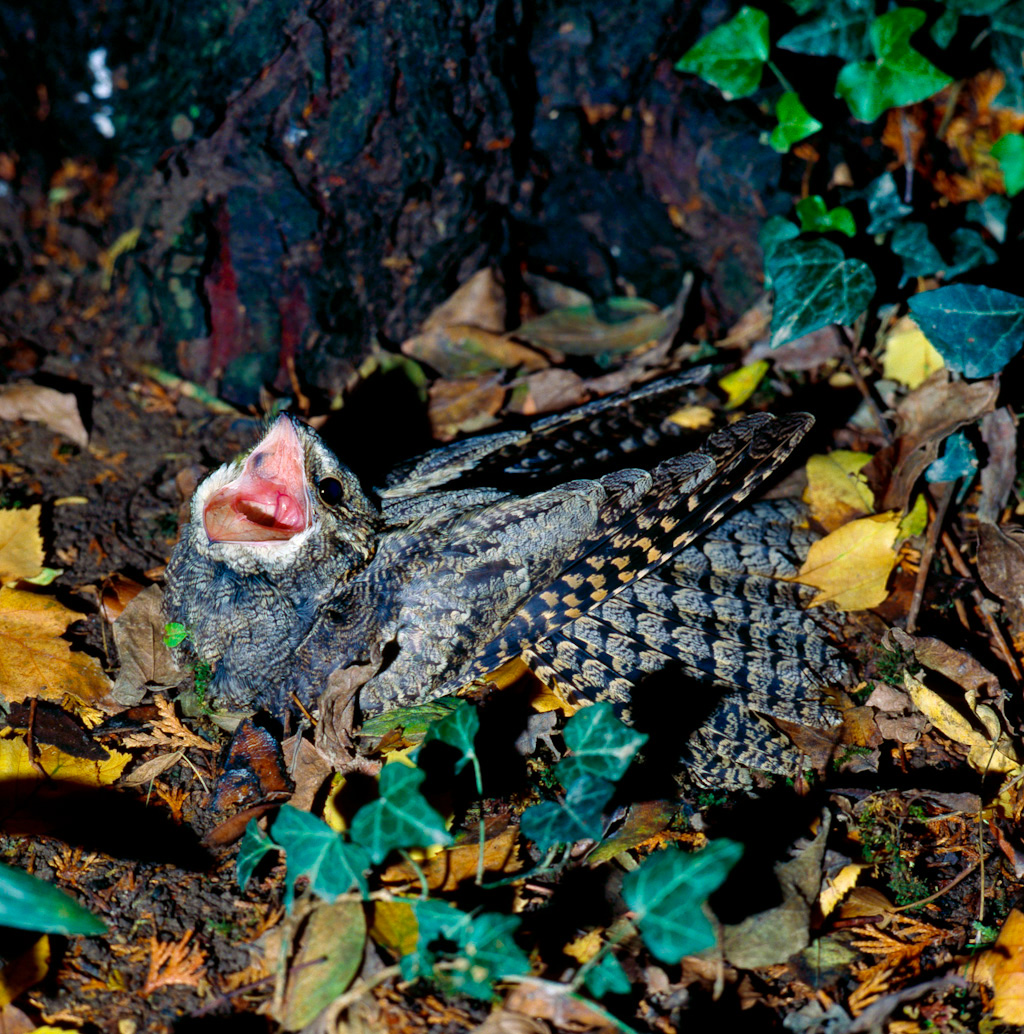
Jeune oiseau sifflant, bouche béante, en position de menace.

La femelle ne chante pas, mais en vol les deux sexes peuvent émettre un court cri en cuick, cuick, aussi utilisé pour chasser les prédateurs du nid. Le cri de contact est un krruit coassant et sonore, et l'oiseau alarmé émet divers cris, variations d'un chuck aigu. Les adultes sifflent quand ils sont manipulés, et les poussins lorsqu'ils sont dérangés. Au nid, l'Engoulevent d'Europe produit un assortiment de sons retranscrits dans la littérature anglophone par wuk, wuk, wuk, ou des oak, oak étouffés et des murmures. Les jeunes oiseaux adoptent une posture défensive, et sifflent bruyamment, la bouche grande ouverte.

### Habitudes de vie

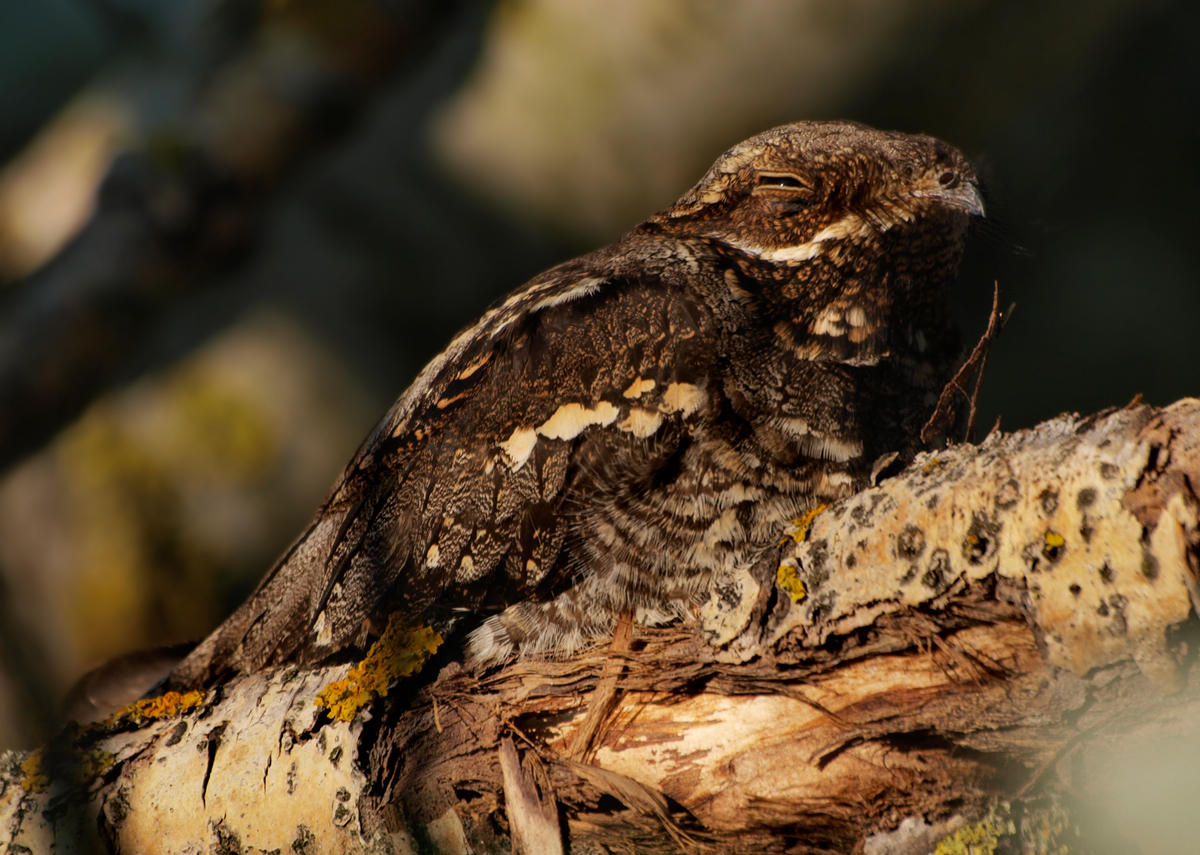
Engoulevent d'Europe se reposant le long d'une branche pour se camoufler.

L'Engoulevent d'Europe est un oiseau crépusculaire et nocturne. Il reste au repos le jour, allongé sur le sol, souvent dans un endroit partiellement ombragé, ou perché le long d'une branche ou d'un perchoir bas similaire. Son plumage cryptique le camoufle le jour durant, et s'il n'est pas à l'ombre, l'oiseau peut tourner de temps à autre pour faire face au soleil et ainsi minimiser son ombre,. S'il se sent menacé, l'engoulevent s'aplatit au sol les yeux presque clos, et ne s'envole que si l'intrus s'approche à moins de deux ou cinq mètres. En partant, il peut crier ou claquer des ailes, et se reposer jusqu'à 40 m de là où il a été dérangé. Dans ses quartiers d'hiver, l'espèce se repose souvent au sol, mais peut se percher jusqu'à 20 m de hauteur. Que ce soit en période de reproduction ou en hivernage, l'Engoulevent d'Europe utilise les mêmes emplacements de repos régulièrement s'ils sont tranquilles, parfois pendant plusieurs semaines.
Comme les autres engoulevents, l'Engoulevent d'Europe peut se poser sur les routes ou les chemins la nuit durant ou planer pour surveiller les intrus de grande taille comme les cerfs ou les humains. Il peut être harcelé par les oiseaux pendant qu'il fait encore jour, et par les chauves-souris, par d'autres espèces d'engoulevents ou par la Bécasse des bois (Scolopax rusticola) durant la nuit. Les prédateurs nocturnes comme les chouettes, hiboux et le Renard roux (Vulpes vulpes) peuvent quant à eux être houspillés par l'Engoulevent d'Europe, mâle comme femelle. Comme d'autres oiseaux très aériens, tels les martinets et les hirondelles, les engoulevents ne font qu'un rapide plongeon dans l'eau pour se laver. Ils ont la particularité de posséder une griffe médiane dentelée, en forme de peigne, dont ils se servent pour se toiletter et qui leur permet peut-être d'ôter les parasites.
Par temps froid ou peu clément, plusieurs espèces d'engoulevents peuvent ralentir leur métabolisme et tomber en torpeur, notamment l'Engoulevent de Nuttall (Phalaenoptilus nuttallii), qui peut maintenir cet état durant plusieurs semaines. L'Engoulevent d'Europe a été observé en captivité maintenir un état de torpeur pendant au moins huit jours sans problèmes, mais il n'est pas sûr que cette observation soit transposable aux oiseaux sauvages.
Au repos dans la journée, il entre en « torpeur diurne » et sa température est comprise entre 35 et 39 degrés Celsius. Elle augmente ensuite à l'arrivée du crépuscule, passant progressivement de 39 à 42 degrés, pour sa période de chasse. En fin de vol, elle baisse pour revenir à sa valeur initiale. Lorsque les conditions atmosphériques sont dégradées au point de raréfier drastiquement la présence d'insectes nocturnes, il peut entrer en « sommeil de jeûne », abaissant sa température corporelle à un niveau proche du milieu ambiant, économisant ainsi son énergie pour une période plus faste.

### Alimentation

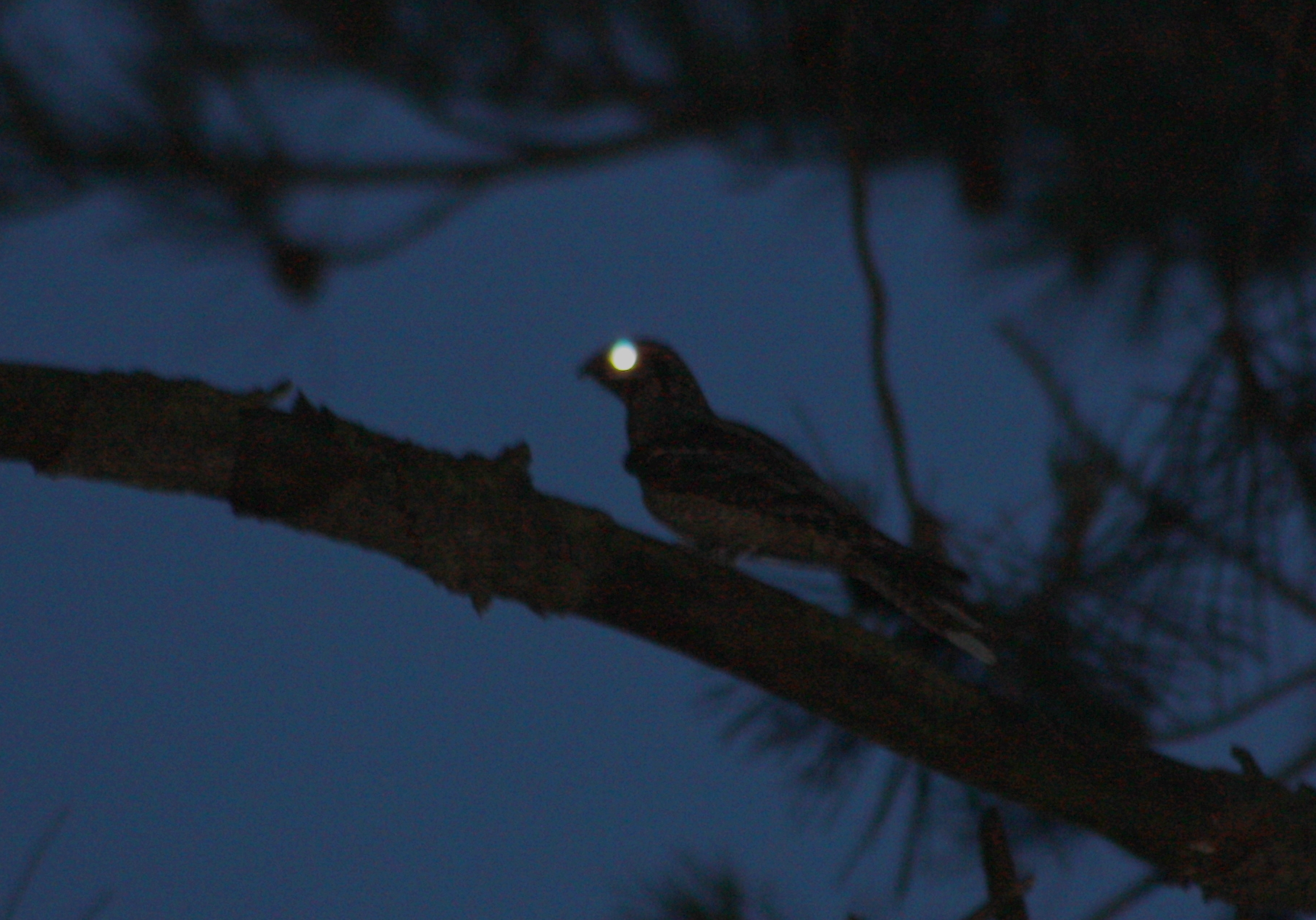
Un Engoulevent d'Europe perché de nuit sur un arbre, en France. Le tapetum lucidum des yeux reflète fortement le flash photographique.

L'Engoulevent d'Europe se nourrit d'une grande variété d'insectes volants, comme des papillons de nuit, des coléoptères, des mantes, des libellules, des blattes et des diptères. Une étude de 1969 portant sur une nichée et sur près de 5 500 proies rapportées par les parents, a trouvé 179 espèces d'insectes différentes, dont 62 % de lépidoptères, 12 % de diptères, 7 % de coléoptères, autant de phryganes, et 5 % de névroptères. Il peut aussi attraper à terre des grillons ou des bousiers, et des vers luisants sur la végétation. Il absorbe aussi du gravier (gastrolithes) pour faciliter la digestion de ses proies, mais les végétaux et les invertébrés non volants qu'il peut consommer ne sont que des prises accidentelles attrapées pendant la chasse d'autres ressources alimentaires. Les jeunes poussins ont été observés mangeant leurs propres excréments.
L'Engoulevent d'Europe chasse dans les habitats ouverts, les clairières et les lisières de forêts, et peut être attiré par les insectes se concentrant autour des lumières artificielles, près des animaux de ferme ou au-dessus des mares stagnantes. Il se nourrit généralement de nuit, mais s'aventure parfois en plein jour si le temps est nuageux. L'Engoulevent d'Europe poursuit les insectes avec un vol léger et manœuvrant, ou chasse en décollant d'un perchoir à la manière d'un gobemouche ; plus rarement, il peut attraper des proies sur le sol. Il boit en vol, en rasant la surface de l'eau. En Europe, les oiseaux nicheurs s'éloignent en moyenne de 3,1 km de leur nid pour se nourrir. Les oiseaux en migration vivent de leurs réserves de graisse.

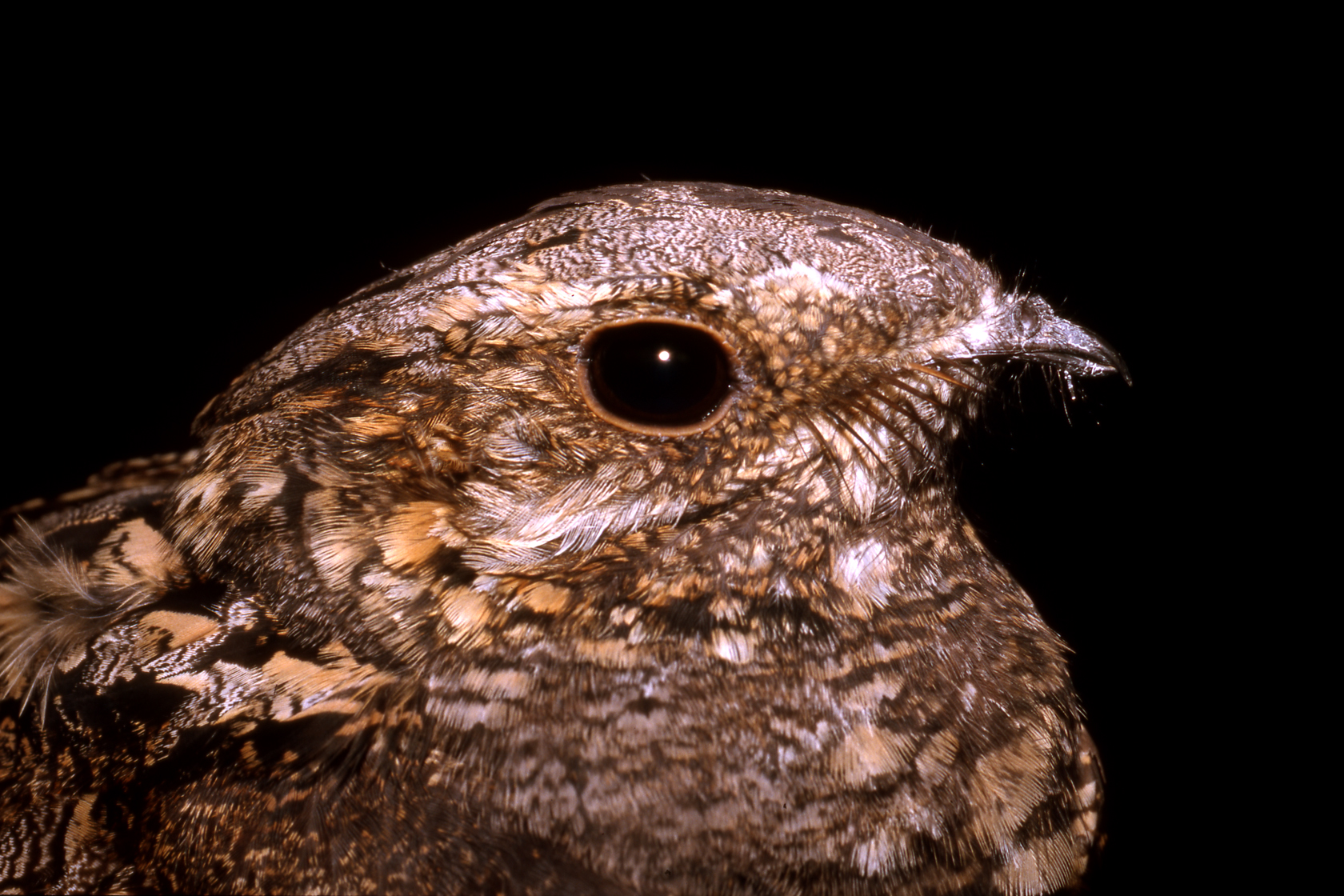
Les vibrisses autour du bec pourraient aider l'oiseau à se nourrir.

L'Engoulevent d'Europe chasse à vue, repérant ses proies contrastant avec le ciel de nuit. Il chasse généralement depuis un perchoir les nuits de pleine lune, mais vole sans cesse les nuits plus sombres lorsque les proies sont plus difficiles à voir. La fréquence de chasse se réduit au milieu de la nuit. Cependant, dans la partie la plus septentrionale de son aire de répartition, il peut voler en été jusqu'à cinq heures par nuit claire, notamment en période de pleine lune. Bien qu'il ait un petit bec, l'engoulevent peut ouvrir sa bouche de façon béante quand il attrape les insectes. Il a de longs poils sensibles autour du bec, qui pourraient l'aider à localiser ses proies ou à les conduire dans son bec comme un entonnoir. Les parties d'insectes qu'il ne digère pas, comme leur exosquelette en chitine, sont régurgitées sous forme de pelotes de réjection.
Les engoulevents ont des yeux relativement grands, chacun muni d'un tapetum lucidum (une couche réfléchissante derrière la rétine) qui les rend brillants lorsqu'ils sont éclairés par une lampe de poche, et qui améliore la détection de la lumière au crépuscule, à l'aube et au clair de lune. La rétine des oiseaux nocturnes, comme les engoulevents, est adaptée pour une vision à faible luminosité et a une densité plus élevée de bâtonnets et beaucoup moins de cônes que celle de la plupart des oiseaux diurnes. Ces adaptations favorisent une bonne vision nocturne au détriment de la discrimination des couleurs. Chez beaucoup d'espèces volant de jour, la lumière passe à travers des gouttelettes lipidiques de couleur dans les cellules de cônes pour améliorer la vision des couleurs. En revanche, les engoulevents ont un nombre limité de cônes, et n'ont que quelques gouttelettes lipidiques ou pas du tout. La vision nocturne des engoulevents est probablement équivalente à celle des chouettes et hiboux. Bien qu'il ait une bonne ouïe, l'Engoulevent d'Europe ne semble pas compter sur les sons pour repérer les insectes, et n'utilise pas l'écholocation.

### Migration
Les migrations de cette espèce sont nocturnes. Les engoulevents peuvent parcourir de longues distances. Ceci implique une consommation importante d'énergie et donc, des périodes de repos et de réalimentation. Ces temps de migration sont contrôlés par le cycle lunaire. Une étude récente (2019) a montré que le temps quotidiennement passé par l'engoulevent à rechercher de la nourriture est plus que doublé lors des nuits où la lune brille, probablement parce qu'il lui est plus facile de se ravitailler quand la nuit est claire. On a aussi constaté que l'intensité des mouvements migratoires est  corrélée à la lune, avec parfois jusqu'à 100 % des oiseaux migrant simultanément après des périodes de pleine lune. Ces phases cycliques de prédation ont comme conséquence de probables effets induits en aval sur les communautés et les écosystèmes associés.

### Reproduction

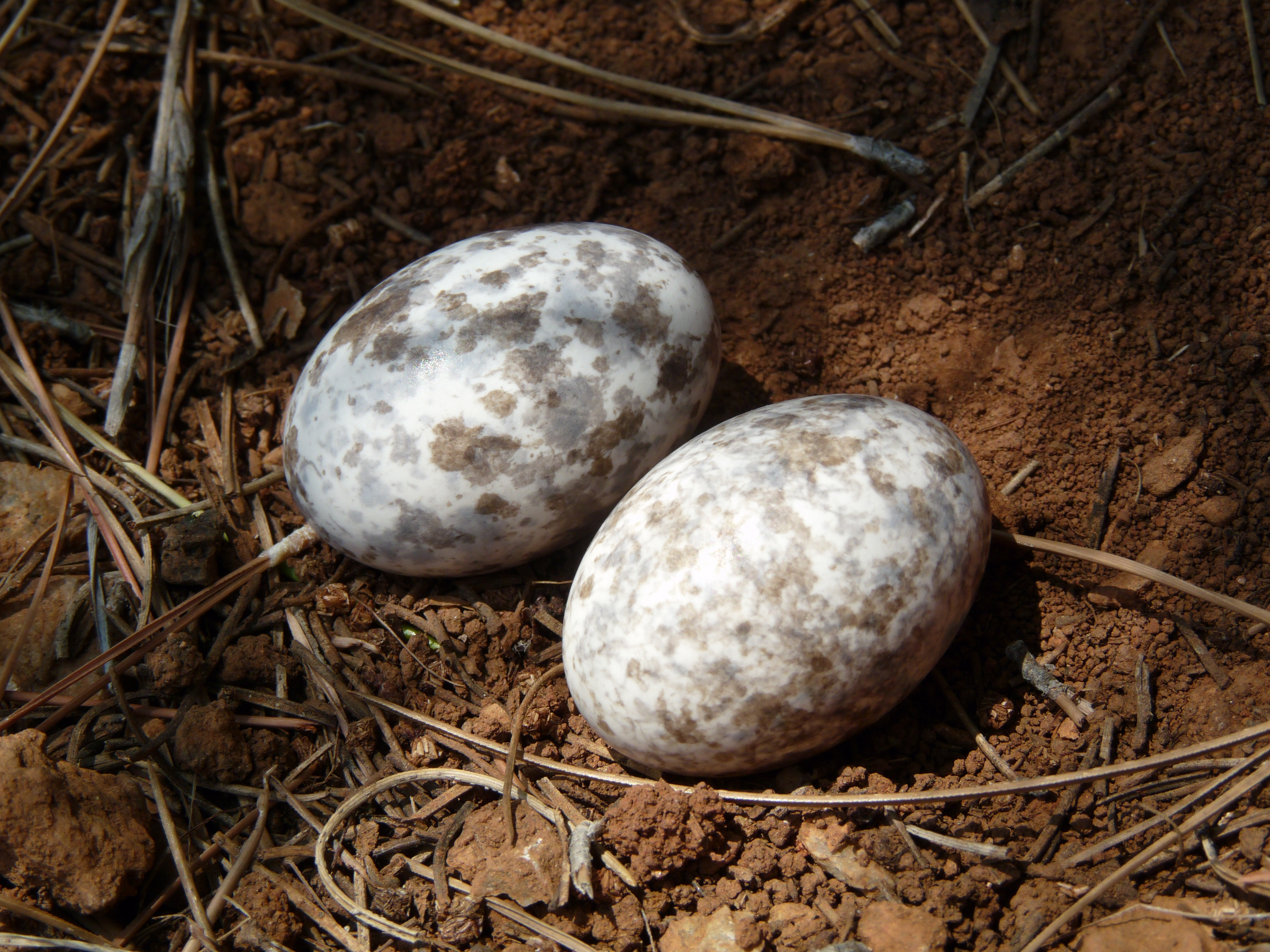
Une ponte comptant deux œufs, en Turquie.

La reproduction a généralement lieu entre fin-mai et août, mais peut avoir lieu bien plus tôt dans le nord-ouest de l'Afrique et dans l'ouest du Pakistan. Les mâles reviennent sur les sites de reproduction deux semaines environ avant les femelles et établissent leur territoire. Ils le surveillent en vol, tenant leurs ailes en « V » avec la queue étalée, et chassant les intrus en claquant des ailes et en criant. Les mâles concurrents peuvent se battre entre eux, en vol ou au sol. Le mâle établi exécute une parade nuptiale pour la femelle, durant laquelle il claque des ailes fréquemment en la poursuivant en montant en spirale. Si elle se pose, il continue ses avances en hochant la tête et en battant des ailes jusqu'à ce que la femelle étende ses ailes et sa queue pour engager la copulation. Celle-ci a parfois lieu sur un perchoir plutôt que sur le sol. Dans des habitats propices, il peut y avoir jusqu'à vingt couples par kilomètre carré.
L'Engoulevent d'Europe est monogame. Le couple ne construit pas de nid, et la femelle, après avoir nettoyé la zone des brindilles gênantes, pond à même le sol parmi les plantes et les racines d'arbre, ou sous un buisson ou un arbre. L'emplacement de la ponte peut être un sol à nu ou couvert de litière de feuilles ou d'aiguilles de pin, et est réutilisé pendant plusieurs années. La couvée compte généralement un ou deux œufs blanchâtres, rarement unis mais normalement marbrés de marron et de gris. Les œufs mesurent en moyenne 32 × 22 mm pour un poids de 8,4 g dont 6 % de coquille.
Plusieurs espèces d'engoulevents sont connues pour être plus susceptibles de pondre dans les deux semaines précédant la pleine lune que lorsque la lune est descendante, possiblement car il est de plus en plus facile d'attraper les insectes au fur et à mesure que la lune croît. Une étude s'intéressant à l'Engoulevent d'Europe en particulier a montré que les phases lunaires influençaient les oiseaux couvant en juin, mais pas les nicheurs plus précoces. Cette stratégie implique que les secondes nichées entreprises en juillet seraient aussi influencées par les phases de la lune.
Les œufs sont pondus à 36-48 heures d'intervalle et l'incubation, principalement prise en charge par la femelle, commence dès le premier œuf pondu. Le mâle couve pour de petites périodes, surtout à l'aube et au crépuscule, mais passe la journée perché, parfois en dehors de son territoire ou près d'autres mâles. Si la femelle est dérangée au nid, elle part en courant ou en voltigeant le long du sol, simulant une blessure pour attirer le prédateur au loin. Elle peut également déplacer les œufs sur de courtes distances avec son bec. Chaque œuf éclot au bout de 16 à 21 jours. Les poussins sont couverts de duvet et sont mobiles dès leur sortie de l'œuf, mais sont toujours couvés pour les garder au chaud. Ils acquièrent leur plumage juvénile en 16 à 17 jours et deviennent indépendants environ 32 jours après leur éclosion. Une seconde nichée peut être entreprise par les nicheurs précoces, auquel cas la femelle délaisse sa première nichée quelques jours avant qu'elle soit emplumée. Le mâle s'occupe alors seul des premiers poussins et assiste la femelle pour la seconde couvée. Les deux adultes prennent part au nourrissage des jeunes, avec des boules d'insectes qui sont, soit régurgitées dans le bec des poussins, soit directement attrapées par les poussins dans le bec ouvert des adultes.
Les couvées qui échouent ratent généralement lors de la couvaison. Une étude britannique a montré que seuls 14,5 % des œufs arrivent à l'éclosion, mais une fois cette étape franchie, les jeunes arrivent très souvent à maturité. Les Engoulevents d'Europe nichent pour la première fois quand ils sont âgés d'un an, et vivent généralement quatre ans. Le taux de survie annuel des adultes est de 70 %, mais celui des juvéniles est inconnu. Le plus grand âge connu atteint dans la nature est de 12 ans.

### Prédateurs et parasites
Les œufs et les poussins de cet oiseau nichant au sol sont vulnérables à la prédation par le Renard roux (Vulpes vulpes), la Martre des pins (Martes martes), le Hérisson commun (Erinaceus europaeus), la Belette (Mustela nivalis) et les chiens domestiques, ainsi que par des oiseaux comme les corneilles (Corvus), la Pie bavarde (Pica pica), le Geai des chênes (Garrulus glandarius) et les chouettes et hiboux (Strigidae). Les serpents, comme la Vipère péliade (Vipera berus), peuvent aussi piller le nid. Les adultes peuvent être capturés par certains oiseaux de proie, comme l'Autour des palombes (Accipiter gentilis), le Busard Saint-Martin (Circus cyaneus), l'Épervier d'Europe (Accipiter nisus), la Buse variable (Buteo buteo), le Faucon pèlerin (Falco peregrinus) et le Faucon concolore (Falco concolor).

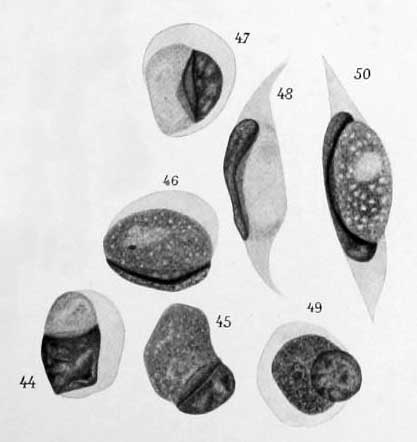
Leucocytozoon caprimulgi est un parasite sanguin affectant l'Engoulevent d'Europe.

Les ectoparasites signalés chez l'Engoulevent d'Europe comprennent une seule espèce de pou mâcheur trouvé sur les ailes (Mulcticola hypoleucus) et un acarien des plumes qui vit uniquement sur les marques alaires blanches (Rhinonyssus nitzschi). Le paludisme aviaire a également été signalé chez cet engoulevent, mais Leucocytozoon, un genre de parasites sanguins, est rare chez cet oiseau et représenté par l'espèce Leucocytozoon caprimulgi. La rareté de ce dernier, le fait qu'il est le seul de son genre trouvé chez les engoulevents et sa ressemblance avec L. danilewskyi suggèrent qu'il est dérivé de proches parents qui infectent normalement les hiboux. Parmi les parasites internes, on compte les nématodes Subulura subulata et Capillaria hirundinis, les cestodes Metadilepis caprimulgina, M. globacantha et Nyctibiolepis megacantha, et les trématodes Brachylecithum donicum, Lyperosomum transversogenitale sylvestris, Eumegacetes triangularis et Plagiorchis elegans.

## Répartition et habitat
- Zone de présence estivale (en période de reproduction)
- Zone de présence hivernale (hivernage)

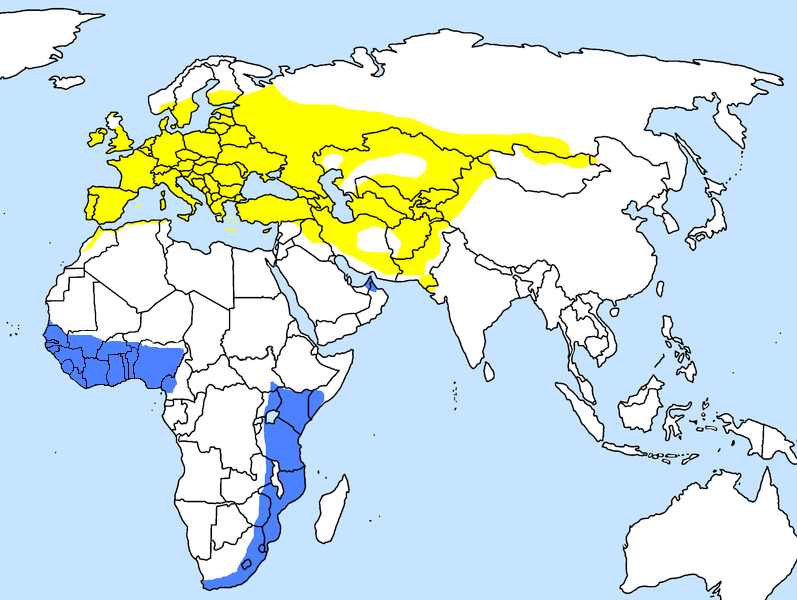
Zone de présence estivale (en période de reproduction)
Zone de présence hivernale (hivernage)
Les répartitions sont très approximatives. La plupart des oiseaux hivernent dans l'Est de l'Afrique.

L'Engoulevent d'Europe se reproduit dans la majeure partie de l'Europe jusqu'au 64e parallèle nord, et jusqu'au 60e parallèle nord en Asie, sa chasse crépusculaire ne pouvant s'accommoder de zones où la lumière solaire est permanente en été. Sa zone de présence estivale s'étend à l'est jusqu'au lac Baïkal et l'est de la Mongolie. Au sud, il niche jusque dans le nord-ouest de l'Afrique, l'Irak, l'Iran et le nord-ouest de l'Himalaya. L'Engoulevent nichait, mais ne niche plus, en Syrie et au Liban.
Toutes les populations sont migratrices, et la plupart des oiseaux hivernent en Afrique, au sud du Sahara, avec seulement de rares signalements d'hivernants au Pakistan, au Maroc et en Israël. Les oiseaux migrent principalement de nuit, seuls ou en groupes comptant jusqu'à vingt oiseaux. Les nicheurs européens traversent la Méditerranée et l'Afrique du Nord, alors que les populations de l'est passent par le Moyen-Orient et l'Afrique de l'Est,. Par conséquent, certains nicheurs asiatiques peuvent traverser une centaine de degrés de longitude lors de leur migration. La majorité des oiseaux passe l'hiver dans l'est et le sud-est de l'Afrique, bien que certains individus de la sous-espèce nominale hivernent en République démocratique du Congo ; les autres hivernants en Afrique de l'Ouest pourraient appartenir la sous-espèce C. e. meridionalis. La migration d'automne a lieu en août et septembre, et les oiseaux retournent à leurs quartiers estivaux à partir de mai. Des individus erratiques ont été signalés en Islande, sur les îles Féroé, et aux Seychelles aux Açores, à Madère et sur les îles Canaries.

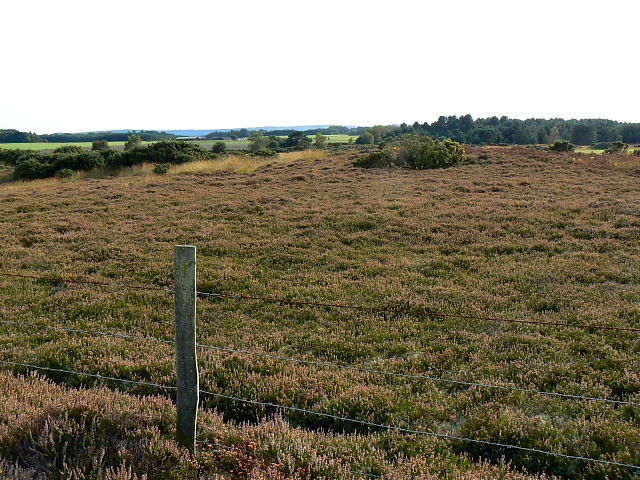
L'Engoulevent d'Europe recherche les habitats à la végétation basse et éparse, comme les landes.

L'Engoulevent d'Europe privilégie les habitats secs, aux paysages ouverts avec quelques arbres et de petits buissons, comme les landes, les pâturages, les brandes, les coupes en forêts ou les jeunes boisements. En période de reproduction, il évite les zones sans arbres ou à l'inverse les boisements trop denses, les villes, les montagnes, les terres cultivées, mais il se nourrit souvent dans les zones humides, les cultures ou les jardins. En hiver, il peuple une plus grande diversité de milieux ouverts comme les steppes à acacia, les zones sablonneuses et les régions montagneuses. Il a été trouvé jusqu'à 2 800 m d'altitude dans son aire de reproduction et jusqu'à 5 000 m sur les zones d'hivernage.

## Systématique

### Taxinomie et relations phylogénétiques
Les engoulevents forment la grande famille des Caprimulgidae, qui compte près d'une centaine d'oiseaux principalement nocturnes et insectivores. Le genre principal, comptant le plus d'espèces et le plus répandu, est Caprimulgus. Il se caractérise par la présence de soies raides autour de la bouche, par de longues ailes pointues, une griffe médiane en forme de peigne et un plumage à motifs. Les mâles ont souvent des marques blanches sur les ailes ou la queue, et les femelles en ont parfois. Dans le genre Caprimulgus, les plus proches parents de l'Engoulevent d'Europe sont l'Engoulevent sombre (C. fraenatus) et l'Engoulevent à joues rousses (C. rufigena),. En Asie, l'Engoulevent d'Europe est remplacé par l'Engoulevent jotaka (C. jotaka) et C. indicus, qui peuplent des habitats similaires. L'Engoulevent d'Europe est décrit par le naturaliste suédois Carl von Linné, dans la 10e édition de son Systema naturae en 1758 sous son nom scientifique actuel. Le nom de genre, Caprimulgus, provient du latin capra, « chèvre », et mulgere, « traire », et fait référence à un vieux mythe qui voulait que les engoulevents suçassent le lait des chèvres. La dénomination spécifique, europaeus, vient du latin pour « européen ».

### Sous-espèces

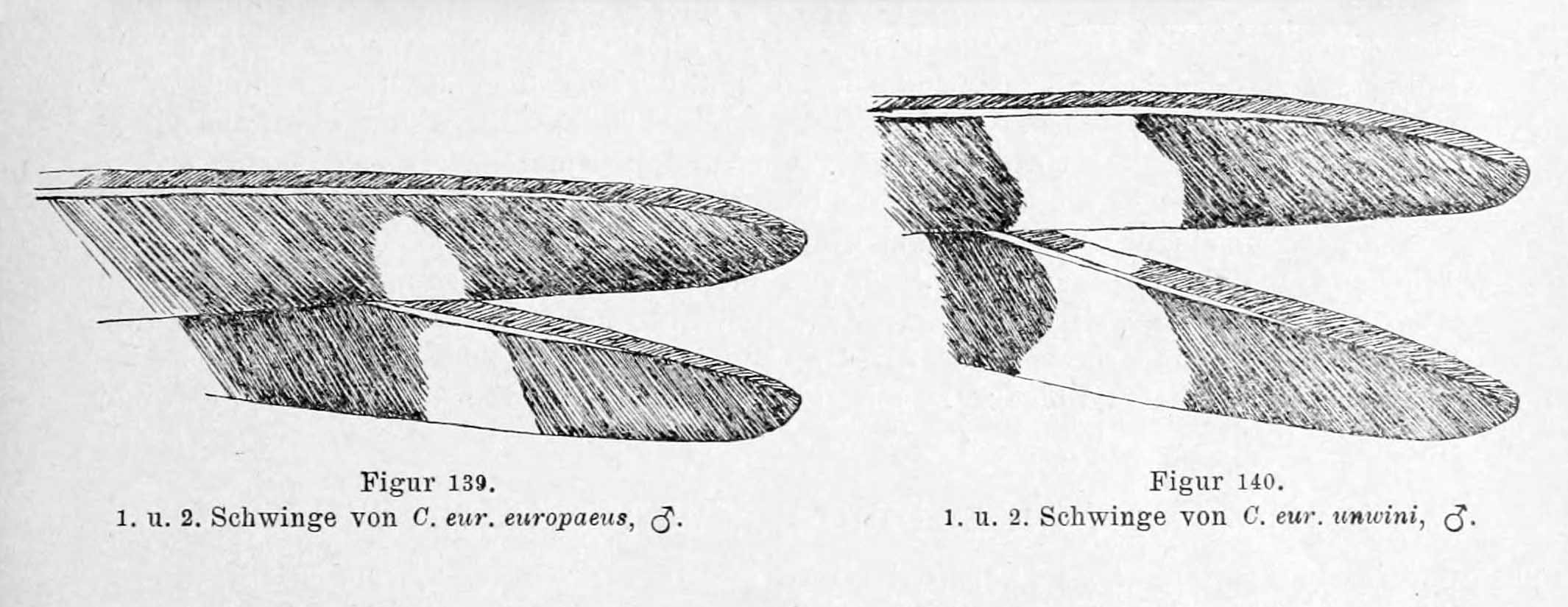
Comparaison de l'étendue du blanc sur les rémiges primaires entre les mâles de la sous-espèce Caprimulgus europaeus europaeus, à gauche, et Caprimulgus europaeus unwini, à droite.

Six sous-espèces sont généralement reconnues,. Les différences entre elles sont principalement clinales, avec les oiseaux devenant plus petits et plus pâles en allant vers l'est, et les mâles ayant de plus grandes taches blanches. Des oiseaux d'apparence intermédiaire sont observés là où les sous-espèces cohabitent,. Selon le Congrès ornithologique international, les sous-espèces se répartissent selon les aires de reproductions suivantes :
- Caprimulgus europaeus europaeus Linnaeus, 1758 — du centre et du nord de l'Europe jusqu'au centre, au nord et au centre-sud de la Sibérie[42] ;
- Caprimulgus europaeus meridionalis Hartert, 1896 — du sud de l'Europe et d'Afrique du Nord jusqu'au Caucase et le Nord-Ouest de l'Iran[42]. Cette sous-espèce est plus petite, plus pâle et plus grise que la sous-espèce nominale, avec de plus grandes taches blanches chez le mâle[4] ;
- Caprimulgus europaeus sarudnyi Hartert, 1912 — du Kazakhstan et de l'Ouest de la Sibérie[42]. Son apparence est variable en raison des mélanges avec les autres formes, mais cette sous-espèce est généralement pâle avec de grosses taches blanches chez le mâle[4] ;
- Caprimulgus europaeus unwini Hume, 1871 — de l'Irak et l'Iran, jusqu'au Turkménistan et en Ouzbékistan[42]. Cette sous-espèce a le plumage plus pâle, plus gris et plus uniforme que la sous-espèce nominale, avec souvent des taches blanches sur la gorge[4] ;
- Caprimulgus europaeus plumipes Przewalski, 1876 — du nord-ouest de la Chine jusqu'à l'ouest et le sud de la Mongolie[42]. Cette sous-espèce est pâle, de couleur chamois-sable avec de grosses taches blanches chez le mâle[4] ;
- Caprimulgus europaeus dementievi Stegmann, 1949 — du nord-est de la Mongolie jusqu'au centre-sud de la Sibérie[42]. Cette forme est mal connue, mais est aussi plus pâle et plus grise que la sous-espèce nominale[4].

Il existe peu de données fossiles, mais il semblerait que ces sous-espèces mal définies aient divergé les unes des autres lors d'un réchauffement climatique survenu dans les 10 000 dernières années. Seul un fossile de l'espèce date possiblement d'avant la fin de l'Éocène.
Une espèce dénommée Engoulevent de Vaurie (en l'honneur de Charles Vaurie qui l'a décrite) était anciennement reconnue, sur la base d'un spécimen récupéré en 1929 dans le Xinjiang. Une analyse moléculaire de 2020 a cependant déduit qu'il s'agissait d'un synonyme de C. e. plumipes, probablement juvénile, ce qui explique les différences de taille. Cette synonymie est désormais reconnue par les principales autorités taxonomiques.

## L'Engoulevent d'Europe et l'Homme

### Menaces et protection
La population européenne de l'Engoulevent d'Europe est estimée entre 470 000 et plus d'un million d'oiseaux, suggérant une population mondiale totale de deux à six millions d'individus. Bien qu'il semble y avoir une baisse des effectifs, ce déclin n'est pas suffisamment rapide pour justifier un statut de vulnérabilité selon les critères définis par l'Union internationale pour la conservation de la nature. Au contraire, la population importante et l'immense aire de reproduction font que l'espèce est considérée comme de « préoccupation mineure » par l'UICN.
Les plus grosses populations de reproducteurs se trouvent en Russie, qui compte jusqu'à 500 000 couples, en Espagne (112 000 couples) et en Biélorussie (60 000 couples). La France compte 25 000 à 45 000 couples. Les populations ont connu des déclins un peu partout dans l'aire de répartition de l'espèce, mais notamment dans le nord-ouest de l'Europe. Parmi les facteurs expliquant cette diminution des effectifs, il y a l'usage de pesticides causant la diminution des proies, le dérangement des oiseaux, la perte de leur habitat et les collisions avec les véhicules, l'oiseau chassant principalement en lumière crépusculaire étant aveuglé par les phares et n'ayant pas le réflexe suffisant pour fuir à temps.
Comme les autres oiseaux nichant au sol, l'Engoulevent d'Europe est particulièrement sensible au dérangement en période de reproduction, notamment par les chiens qui peuvent détruire le nid ou avertir les corneilles ou les mammifères prédateurs de la présence de celui-ci. Le succès reproducteur est plus élevé dans les zones qui ne sont pas accessibles au public. Ailleurs, et particulièrement là où les propriétaires de chiens ne tiennent pas leur animal en laisse, les nichées réussissent mieux si elles sont loin des sentiers ou des habitations humaines,.
En Grande-Bretagne et ailleurs, la sylviculture commerciale a créé de nouveaux habitats propices à la reproduction de l'Engoulevent d'Europe. Le nombre d'individus reproducteurs a augmenté, mais ces effets sont susceptibles d'être temporaires, au fur et à mesure que les coupes repoussent et redeviennent impropres à l'espèce. Au Royaume-Uni, l'Engoulevent d'Europe figure sur la liste rouge comme espèce préoccupante, et il est proche de l'extinction en Irlande. En France, l'espèce est considérée comme de préoccupation mineure sur la liste rouge des oiseaux nicheurs de France métropolitaine. En Wallonie, l’espèce est classée en catégorie CR (en danger critique) dans la liste rouge des espèces menacées.

### Dans la culture
D'anciennes légendes font de l'Engoulevent d'Europe un « suceur de chèvre », qui lui vaut le nom français de « tête-chèvre », ou « goat sucker » en anglais. Ce mythe se retrouve chez les premiers naturalistes historiques, dont Aristote, Pline l'Ancien et Élien, et veut que l'engoulevent tèterait les chèvres, les empêchant alors de donner du lait ou les rendant aveugles. Des noms équivalents se retrouvent dans d'autres langues européennes, comme dans l'allemand Ziegenmelker ou l'italien succiacapre, mais malgré l'origine ancienne de la croyance, ces appellations n'ont pas d'équivalents dans les traditions arabes, chinoises ou hindoues. Il est probable que cette légende vienne d'engoulevents attirés par les insectes volant autour des animaux domestiques, et qui, étranges créatures nocturnes, auraient ensuite été blâmées pour tout malheur frappant la bête. Un ancien nom anglais, « Puckeridge », a d'ailleurs servi à désigner à la fois l'oiseau et une maladie des animaux de ferme, en réalité causée par des larves d'œstres sous la peau. Le nom français d'« engoulevent » est formé à l'aide du verbe engouler, et signifie « qui avale le vent », en référence à sa méthode de chasse. Le chant du mâle a valu à l'Engoulevent d'Europe l'appellation d'« oiseau mobylette » ou encore « crapaud volant » pour ses cris coassants. Divers autres noms imagés l'ont également désigné, comme « coucou rouge », « hirondelle à queue carrée » ou « corbeau de nuit ».

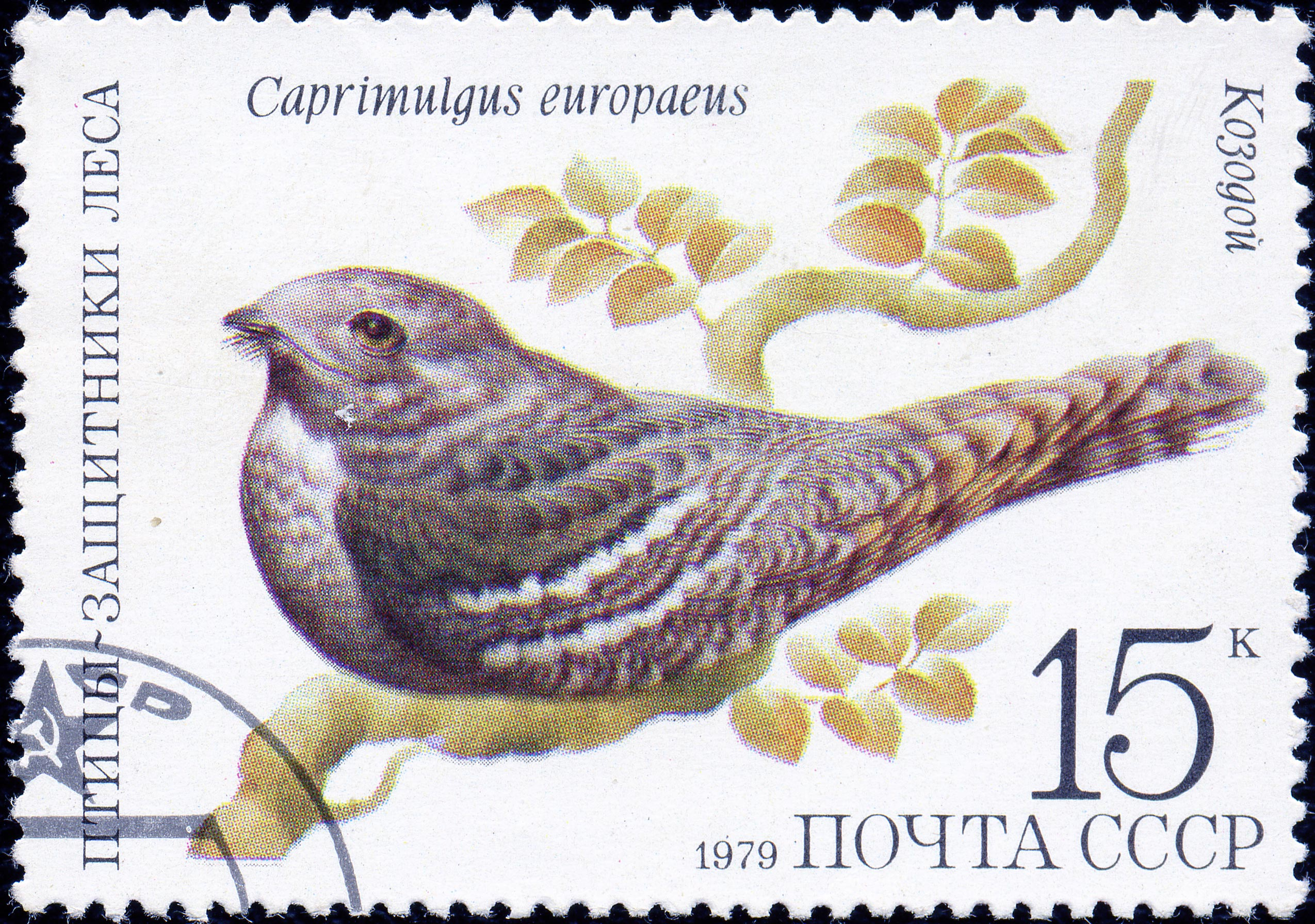
Timbre soviétique de septembre 1979 représentant un Engoulevent d'Europe.

En philatélie, l'espèce a été représentée sur les timbres de nombreux pays, comme l'Albanie (août 1965), la Finlande (mai 1999), la Lituanie (février 1997), la Roumanie (août 1998) et l'Union des républiques socialistes soviétiques (septembre 1979).